# Slavkov (Morávia-Silésia)
Slavkov é uma comuna checa localizada na região de Morávia-Silésia, distrito de Opava.